# 収納代理金融機関
収納代理金融機関（しゅうのうだいりきんゆうきかん）とは、地方公共団体の長が必要と認めるとき、指定金融機関の取り扱う収納の事務の一部を取り扱うため、当該普通地方公共団体の長が指定する金融機関のことをいう（地方自治法施行令第168条第4項、第7項）。自治体によっては、公金収納取扱店と称する場合もある。

## 概要
指定金融機関が1つに限られ議会の議決が必要であるのに対し、収納代理金融機関の数は規定されておらず議会の議決は必要とされていない。しかし、収納指定金融機関の指定、変更があったときは公告しなければならず、また、収納指定金融機関を指定・取消しを行う場合は、指定金融機関の意見を聴かなければならない。
地方公営企業に関する収納業務を行う金融機関の場合は、収納代理金融機関とは別に、収納取扱金融機関となり、区別される（収納事務取扱金融機関とは別物であるため、混同に注意）。

## 公金の取り扱い
収納代理金融機関の公金の取り扱いについて、地方自治法施行令第168条の3第1項・第3項に規定されている。
- 指定金融機関、指定代理金融機関、収納代理金融機関及び収納事務取扱金融機関は、納税通知書、納入通知書その他の納入に関する書類（当該書類に記載すべき事項を記録した電磁的記録を含む。）に基づかなければ、公金の収納をすることができない。
- 指定金融機関、指定代理金融機関及び収納代理金融機関は、公金を収納したとき、又は公金の払込みを受けたときは、これを当該普通地方公共団体の預金口座に受け入れなければならない。この場合において、指定代理金融機関及び収納代理金融機関にあつては、出納長又は収入役の定めるところにより、当該受け入れた公金を指定金融機関の当該普通地方公共団体の預金口座に振り替えなければならない。

## 検査
会計管理者は、収納代理金融機関について、定期及び臨時に公金の収納の事務及び公金の預金の状況を検査しなければならないとされ、その結果に基づき、収納代理金融機関に対して必要な措置を講ずべきことを求めることができる（地方自治法施行令第168条の4第1項、第2項）。